# Гимназия № 17 (Пермь)
Гимназия № 17 — пермская физико-математическая гимназия, основанная в 1901 году. Здание для гимназии отдал купец Михаил Иванович Любимов. Считается одной из лучших школ города.
Для учеников начальных классов при гимназии работает «Школа изобретателей», где дети обучаются основам ТРИЗ.

## История
- 1898 год — купец Михаил Иванович Любимов подарил свой дом Городской думе для открытия в нём Торговой школы.
- 21 октября 1901 года — торжественное открытие торговой школы.
- 1918 год — в здании торговой школы открыты военно-агитационные курсы для командиров и комиссаров Третьей армии Восточного фронта под руководством А. А. Жданова.
- 1920 год — опытная школа второй ступени.
- 1921 год — две школы второй ступени: дневная и вечерняя.
- 1922 год — школа-девятилетка № 17.
- 1943—1953 годы — средняя женская школа № 17.
- 1963 год — школа № 17 с углубленным изучением математики.
- В 1976—2021 годах директором школы (гимназии) была Элеонора Николаевна Падей (1935—2021), заслуженный учитель Российской Федерации (1999), отличник народного просвещения.
- 1991 год — впервые введен предмет «экономика».
- 1992 год — школа-гимназия естественно-математического и экономического профиля.
- 1996 год — создан первый в постсоветской Перми попечительский совет[4]
- 1996, 1997 годы — школа-гимназия награждена грантом Д. Сороса.
- 1998 год — создана Российская экспериментальная педагогическая площадка по развивающему обучению «Школа 2100…».
- 2001 год — присвоен статус — МОУ «Гимназия № 17».
- 2002 год — гимназии комитетом по образованию и науке администрации Перми присвоено почётное звание «Жемчужина образования города Перми».
- 2008 год — гимназия награждена почетной грамотой департамента образования города Перми «За высокие качественные показатели выполнения муниципального задания».
- 25 марта 2011 года — митинг, организованный членами попечительского совета из-за долговременного ремонта гимназии. В нём участвовало более 300 человек: ученики, их родители, учителя и выпускники гимназии. Ремонт школы было намечено закончить к первому сентября 2011 года, затем к ноябрю, но оба эти обязательства выполнены не были[5]. Окончательно она была отремонтирована только в 2012 году.

С 2019 года гимназия имеет статус базовой школы РАН.
Поскольку гимназия является одним из старейших средних учебных заведений Перми, около трети её учеников — дети и внуки её прежних выпускников. Некоторые семьи учатся в этой школе уже третье и четвёртое поколения.

## Преподавательский состав
Из чуть более 70 учителей, более 60 имеют высшую и первую категорию, двое (Г. Г. Шеремет и К. М. Чудинов) являются кандидатами наук, более двадцати носят звание «отличник народного просвещения».
Трое преподавателей имеют звание «Заслуженный учитель Российской Федерации»:
- преподаватель английского языка Вероника Михайловна Прозументик. Звание Заслуженного учителя России присвоено в 1994 году. В гимназии с 2001 года.
- учитель истории Галина Михайловна Бажина, постоянный член творческого объединения ведущих учителей истории г. Перми, соавтор многих сборников методических материалов. Получила звание Заслуженного учителя России в 1997 году. Работает в гимназии № 17 с 2001 года. В юности занималась баскетболом, не бросает занятий спортом и сейчас.
- преподаватель математики Вера Вячеславовна Шабалина, лауреат премии Дж. Сороса, учитель высшей категории. Работает в школе с 1983 года, 13 лет была завучем, звание «заслуженный учитель» присвоено в 2003 г.

С 1976 по 2008 год преподавателем физики в школе, а затем гимназии была Нина Николаевна Медведева (ученица Б. С. Гельруда). Медведева — семикратный Соросовский лауреат, в 2005 году (и ещё дважды в дальнейшем) стала лауреатом Всероссийского конкурса школьных учителей физики и математики фонда «Династия» в номинации «Наставник будущих ученых».

## Награды и достижения
В 1993 году команда учеников под руководством педагога-тренера школьной команды Валерия Падей, заняла первое место на экономическом школьном форуме.
Школа постоянно поставляет призёров краевых предметных олимпиад. В истории школы было несколько призёров Всероссийских олимпиад. В их числе Павел Аликин (история, литература, русский язык), Наталья Златкина (литература), Илья Казаков (химия) Дмитрий Казанцев (экономика) и др.
В 2008 году гимназия по итогам ЕГЭ завоевала первое место в Перми и десятое место в России.
В 2009 году Сергей Мазунин стал победителем в одном типе соревнований на Первенстве Мира по русским шашкам, взяв эстафету от Александра Гурина.
15 декабря 2010 года выпускник 17 гимназии 2000 года в Сколково Артем Разумов с проектом «Программный комплекс интеллектуального IP-видеонаблюдения» стал лауреатом Национальной премии в области инноваций имени Зворыкина.
Среди выпускников гимназии: химики Алексей Коротков и Иван Бердинский, фармаколог Виктор Колла, математик Владимир Суслонов, депутат Государственной думы РФ Павел Анохин, министр экономического развития РФ Максим Решетников.